# Restrepia elegans
Restrepia elegans é uma espécie de orquídea (Orchidaceae) originária dos Andes.